# Sadd-e Kūhrang
Sadd-e Kūhrang (persiska: سَدِّ كوهرَنگ) är en dammbyggnad i Iran.   Den ligger i provinsen Chahar Mahal och Bakhtiari, i den centrala delen av landet, 400 km söder om huvudstaden Teheran. Sadd-e Kūhrang ligger 2 387 meter över havet.
Terrängen runt Sadd-e Kūhrang är kuperad åt nordost, men åt sydväst är den bergig. Runt Sadd-e Kūhrang är det ganska glesbefolkat, med 42 invånare per kvadratkilometer. Närmaste större samhälle är Chelgard, 3,9 km nordost om Sadd-e Kūhrang. Trakten runt Sadd-e Kūhrang består i huvudsak av gräsmarker.